# Amir Sarkhosh
Amir Sarkhosh (pers. ‏امیرسر‎) (ur. 30 maja 1991 w Karadżu) – irański snookerzysta. Trzykrotny zwycięzca Azjatyckich Mistrzostw w Snookerze.

## Kariera

### Kariera amatorska
Od 2004 roku Sarkhosh regularnie brał udział w turniejach międzynarodowych, początkowo odnosząc jedynie skromne sukcesy. W 2008 roku po raz pierwszy dotarł do rundy głównej mistrzostw świata amatorów oraz ćwierćfinałów mistrzostw Azji do lat 21. W 2012 roku dotarł jeszcze dwa razy do ćwierćfinałów międzynarodowych turniejów do lat 21. W 2013 roku dotarł do finału Asian Six-Red Snooker Championship, gdzie przegrał z Muhammadem Asifem. Następnie otrzymał zaproszenie na męski turniej snookera na sześciu czerwonych podczas Azjatyckich Halowych Igrzysk Sztuk Walki w 2013 roku. Tam również dotarł do finału, ale znów przegrał, tym razem z Xiao Guodongiem. W następnym roku ponownie dotarł do finału 6-Red Asian Championship i zdobył swój pierwszy międzynarodowy tytuł, pokonując Boonyarita Keattikuna. Został zaproszony na edycję 2013 i 2014 Mistrzostw Świata profesjonalistów na sześciu czerwonych, gdzie odpadł już w fazie grupowej. Zaledwie kilka dni po jego sukcesie w Mistrzostwach Azji 6-Red, on i Ehsan Heydari Nezhad dotarli do finału turnieju drużynowego. Jednak przegrali z drużyną indyjską.
Osiągnął kolejne znaczące sukcesy, docierając do ćwierćfinału Mistrzostw Świata w Snookerze IBSF w 2014 r. oraz do półfinału Mistrzostw Azji w 2013 i 2016 r. W tym czasie najlepsze wyniki osiągnął w turniejach drużynowych. Razem z Soheilem Vahedim zdobył drużynowe mistrzostwo Azji w 2015 i 2016 roku, a także drużynowy Puchar Świata IBSF w 2016 roku, po zajęciu tam drugiego miejsca już w 2013 roku. Następnie para zdobyła złoty medal w drużynowym konkursie snookera podczas Halowych Igrzysk Azjatyckich Sztuk Walki 2017, wspólnie z Hosseinem Vafaei. Dotarł do finału Mistrzostw Świata w Snookerze IBSF 2017, ale przegrał z Pankajem Advanim. W 2018 roku odniósł kolejne zwycięstwo, wygrywając Mistrzostwa Azji w Snookerze pokonując Aliego Gharahgozlou.
W 2019 roku ponownie zdobył tytuł 6-Red Asian Championship. Dotarł do finału swojego pierwszego turnieju, Mistrzostw Azji 2021, ale przegrał z Advanim. Dotarł do finału Mistrzostw Świata w Snookerze IBSF 2021, ale przegrał z Ahsanem Ramzanem. Na Mistrzostwach Azji w 2022 roku zdobył kolejny ważny tytuł międzynarodowy, pokonując w finale Ishpreeta Singha Chadhę. W tym samym roku ponownie dotarł do finału Mistrzostw Azji 6-Red i Mistrzostw Świata w Snookerze IBSF 2022, w których przegrał odpowiednio ze swoim rodakiem Siyavoshem Mozayanim i mistrzem Malezji Limem Kok Leongiem. W kolejnym roku zdobył swój trzeci tytuł na Mistrzostwach Azji, zrównując się z rekordzistą Jamesem Wattaną. Kilka miesięcy później po raz trzeci wygrał Mistrzostwa Azji 6-Red.

### Sezon 2024/2025
Sarkhosh po raz pierwszy w 2024 roku wywalczył miejsce w profesjonalnym tourze, przechodząc przez WPBSA Q Tour. Odniósł swoje pierwsze zwycięstwo w sezonie, pokonując amatora Joshuę Thomonda 5-3  w kwalifikacjach do Grand Prix Xi'an 2024. Pokonał Davida Lilleya 6-3  w kwalifikacjach do International Championship 2024, ale jego jak dotąd najbardziej znaczącym zwycięstwem było pokonanie 5-3  numeru 21 światowego rankingu Davida Gilberta w kwalifikacjach do World Open 2025.

## Występy w turniejach w karierze
| Ranking                      | [ i ]         | [ i ]         | [ i ]         | [ ii ]        | 75 |
| Turnieje rankingowe          |               |               |               |               |    |
| Championship League          | nierankingowy | nierankingowy | A             | A             | 2R |
| Xi'an Grand Prix             | nie rozegrano | nie rozegrano | nie rozegrano | 1R            |    |
| Saudi Arabia Masters         | nie rozegrano | nie rozegrano | nie rozegrano | LQ            |    |
| English Open                 | nie rozegrano | nie rozegrano | A             | LQ            |    |
| British Open                 | nie rozegrano | nie rozegrano | A             | LQ            |    |
| Wuhan Open                   | nie rozegrano | nie rozegrano | nie rozegrano | LQ            | LQ |
| Northern Ireland Open        | nie rozegrano | nie rozegrano | A             | LQ            |    |
| International Championship   | A             | A             | A             | 1R            |    |
| UK Championship              | A             | A             | A             | LQ            |    |
| Shoot Out                    | nierankingowy | nierankingowy | A             | 1R            |    |
| Scottish Open                | nie rozegrano | nie rozegrano | A             | LQ            |    |
| German Masters               | A             | A             | A             | LQ            |    |
| Welsh Open                   | A             | A             | A             | LQ            |    |
| World Open                   | A             | NH            | A             | 1R            |    |
| World Grand Prix             | NH            | NR            | DNQ           | DNQ           |    |
| Players Championship         | DNQ           | DNQ           | DNQ           | DNQ           |    |
| Tour Championship            | nie rozegrano | nie rozegrano | DNQ           | DNQ           |    |
| World Championship           | A             | A             | LQ            | LQ            |    |
| Dawne turnieje nierankingowe |               |               |               |               |    |
| Six-red World Championship   | RR            | RR            | nie rozegrano | nie rozegrano |    |

1. 1 2 3  Był amatorem.
2. ↑  Nowi gracze w Tourze nie mają rankingu.

| Legenda tabeli wyników              | Legenda tabeli wyników       | Legenda tabeli wyników                     | Legenda tabeli wyników                                                              | Legenda tabeli wyników                     | Legenda tabeli wyników                     |
| ----------------------------------- | ---------------------------- | ------------------------------------------ | ----------------------------------------------------------------------------------- | ------------------------------------------ | ------------------------------------------ |
| LQ                                  | odpadnięcie w kwalifikacjach | #R                                         | odpadnięcie we wczesnej fazie turnieju (WR = runda dzikich kart, RR = faza grupowa) | QF                                         | przegrana w ćwierćfinale                   |
| SF                                  | przegrana w półfinale        | F                                          | przegrana w finale                                                                  | W                                          | zwycięstwo                                 |
| DNQ                                 | nie zakwalifikował/a się     | A                                          | nie brał/a udziału                                                                  | WD                                         | zrezygnował/a w trakcie turnieju           |
| Legenda oznaczeń w tabelach wyników |                              |                                            |                                                                                     |                                            |                                            |
| NH / Nie roz.                       | NH / Nie roz.                | Turniej nie odbył się.                     | Turniej nie odbył się.                                                              | Turniej nie odbył się.                     | Turniej nie odbył się.                     |
| NR / Nie-rank.                      | NR / Nie-rank.               | Turniej nie był zaliczany jako rankingowy. | Turniej nie był zaliczany jako rankingowy.                                          | Turniej nie był zaliczany jako rankingowy. | Turniej nie był zaliczany jako rankingowy. |
| R / Rank.                           | R / Rank.                    | Turniej był zaliczany jako rankingowy.     | Turniej był zaliczany jako rankingowy.                                              | Turniej był zaliczany jako rankingowy.     | Turniej był zaliczany jako rankingowy.     |
| MR / Minor-Rank.                    | MR / Minor-Rank.             | Turniej był zaliczany jako minor ranking.  | Turniej był zaliczany jako minor ranking.                                           | Turniej był zaliczany jako minor ranking.  | Turniej był zaliczany jako minor ranking.  |

## Finały w karierze

### Finały amatorskie: 14 (6-8)
| Rezultat  |    | Rok  | Turniej                                       | Przeciwnik            | Wynik |
| --------- | -- | ---- | --------------------------------------------- | --------------------- | ----- |
| Finalista | 1. | 2013 | Asian 6-Reds Championship                     | Muhammad Asif         | 4–7   |
| Finalista | 2. | 2013 | Asian Indoor and Martial Arts Games - Six-red | Xiao Guodong          | 4–5   |
| Zwycięzca | 1. | 2014 | Asian 6-Reds Championship                     | Boonyarit Keattikun   | 7–6   |
| Finalista | 3. | 2017 | IBSF World Snooker Championship               | Pankaj Advani         | 2–8   |
| Zwycięzca | 2. | 2018 | ACBS Asian Snooker Championship               | Ali Gharahgozlou      | 6–1   |
| Zwycięzca | 3. | 2019 | Asian 6-Reds Championship (2)                 | Babar Masih           | 7–4   |
| Finalista | 4. | 2021 | ACBS Asian Snooker Championship               | Pankaj Advani         | 3–6   |
| Finalista | 5. | 2022 | IBSF World Snooker Championship (2)           | Ahsan Ramzan          | 5–6   |
| Zwycięzca | 4. | 2022 | ACBS Asian Snooker Championship (2)           | Ishpreet Singh Chadha | 5–0   |
| Finalista | 6. | 2022 | Asian 6-Reds Championship (2)                 | Siyavosh Mozayani     | 4–5   |
| Finalista | 7. | 2022 | IBSF World Snooker Championship (3)           | Lim Kok Leong         | 0–5   |
| Zwycięzca | 5. | 2023 | ACBS Asian Snooker Championship (3)           | Rory Thor             | 5–1   |
| Zwycięzca | 6. | 2023 | Asian 6-Reds Championship (3)                 | Chau Hon Man          | 6–2   |
| Finalista | 8. | 2025 | ACBS Asian Snooker Championship (2)           | Pankaj Advani         | 1–4   |

### Finały drużynowe: 6 (4-2)
| Rezultat  |    | Rok  | Turniej                             | Partner                      | Przeciwnicy                                | Wynik |
| --------- | -- | ---- | ----------------------------------- | ---------------------------- | ------------------------------------------ | ----- |
| Finaliści | 1. | 2013 | Asian Team Snooker Championship     | Ehsan Heydari Nezhad         | Alok Kumar Brijesh Damani Manan Chandra    | 0–3   |
| Finaliści | 2. | 2013 | IBSF World Team Cup                 | Soheil Vahedi                | Muhammad Asif Muhammad Sajjad              | 3–5   |
| Zwycięzcy | 1. | 2015 | Asian Team Snooker Championship     | A Soheil Vahedi              | B Ali Gharahgozlou Ehsan Heydari Nezhad    | 3–0   |
| Zwycięzcy | 2. | 2016 | Asian Team Snooker Championship     | 1 Soheil Vahedi              | Pankaj Advani Aditya Mehta Manan Chandra   | 3–2   |
| Zwycięzcy | 3. | 2016 | IBSF World Team Cup                 | 1 Soheil Vahedi              | Chen Zifan Yuan Sijun                      | 5–2   |
| Zwycięzcy | 4. | 2017 | Asian Indoor and Martial Arts Games | Hossein Vafaei Soheil Vahedi | Ahmed Saif Ali Al-Obaidl Khamis Al-Obaidli | 3–0   |